# Erythrolamprus jaegeri
Erythrolamprus jaegeri — вид змій родини полозових (Colubridae). Мешкає в Південній Америці. Вид названий на честь німецького палеонтолога Георга Фрідріха фон Ягера.

## Підвиди
Виділяють два підвиди:
- Erythrolamprus jaegeri coralliventris (Boulenger, 1894);
- Erythrolamprus jaegeri jaegeri (Günther, 1858).

## Поширення і екологія
Erythrolamprus almadensis мешкають в Бразилії, Болівії, Аргентині, Парагваї і Уругваї, можливо, також на південному сході Перу. Вони живуть в різноманітних природних середовищах, від луків і чагарників до лісів, однак віддають перевагу відкритим лукам. Ведуть напівводний спосіб життя, на висоті до 1300 м над півнем моря. Відкладають яйця.